# Семиевие
«Семиевие» (англ. Seveneves) — научно-фантастический роман американского писателя Нила Стивенсона, впервые опубликованный в 2015 году.

## Сюжет
Действие романа начинается накануне катастрофы, которая угрожает погубить всё человечество. Нации Земли объединяются, чтобы отправить в космос группу людей, которым предстоит сохранить все достижения цивилизации. Спустя пять тысяч лет потомки выживших возвращаются на Землю.

## Оценки
«Семиевие», опубликованное в 2015 году, было встречено положительными рецензиями. Обозреватель Chicago Tribune, обративший внимание на внушительный объём книги, написал: «Когда Стивенсон находит тему, соответствующую его амбициям, все эти страницы проносятся мимо со скоростью скоростного поезда». Рецензент Booklist заявил, что «Семиевие» станет доминирующим чтением в жанре научной фантастики в 2015 году.
Стивен Пул из The Guardian оказался настроен более критично: он упрекнул Стивенсона за чрезмерную описательность текста. «После прочтения десятков страниц описаний мои веки начали опускаться под действием мощной силы притяжения», — объяснил рецензент. Молекулярный биолог Дженнифер Дудна оценила роман как «фантастическое приключение во времени и пространстве, основанное на науке, но заставляющее глубоко задуматься о природе человека и будущем нашего вида». Билл Гейтс порекомендовал «Семиевие» в числе пяти книг для прочтения летом 2016 года, особенно высоко оценив её научную точность. Он написал: «„Семиевие“ напомнило мне обо всём, что я люблю в научной фантастике».
Книга Стивенсона попала в шорт-лист номинантов на премию «Хьюго» за лучший роман. В 2016 году появились планы экранизации: компания Skydance Media наняла сценариста Уильяма Бройлеса-младшего, режиссёра Рона Ховарда и продюсера Брайана Грейзера.